# Joey DeMaio
Joey DeMaio (ur. 6 marca 1954 w Auburn) – amerykański basista, kompozytor i założyciel grupy Manowar. Były menadżer Rhapsody.
Urodził się i dorastał w Auburn w stanie Nowy Jork. Od wczesnej młodości inspirowały go takie zespoły jak Led Zeppelin czy Black Sabbath. Był pirotechnikiem dla Black Sabbath.
Przykładem jego umiejętności stała się kompozycja „Sting Of The Bumblebee” z albumu Manowar Kings Of Metal – oryginalnie „Lot trzmiela” z opery (Nikołaja Rimskiego-Korsakowa) Bajka o carze Sałtanie.
Jego unikatowy styl gry wiąże się ściśle z używaniem customowych gitar basowych, w konstrukcji podobnych do normalnej gitary elektrycznej (wąski gryf, cienkie struny położone bardzo blisko siebie), jak również w wersji piccolo (strojony o kwartę wyżej) oraz 8-strunowej. Na płytach DeMaio nagrywa po kilka śladów gitary basowej, używając często przesteru oraz gry powerchordami, przez co jego partie basu spełniają również rolę gitary rytmicznej. Na koncertach prawie zawsze używa przesteru i gra powerchordami. Dodatkowo często wplata bardzo szybkie solówki. Jego popisowymi numerami na żywo są „Lot trzmiela”, uwertura z Wilhelma Tella, jak również własne, neoklasyczne kompozycje.
W 2009 roku muzyk został sklasyfikowany na 45. miejscu listy 50 najlepszych heavymetalowych frontmanów wszech czasów według Roadrunner Records.

## Nagrody i wyróżnienia
| Rok  | Kategoria  | Tytułem     | Nagroda                         | Nota | Źródło |
| ---- | ---------- | ----------- | ------------------------------- | ---- | ------ |
| 2012 | Golden God | Joey DeMaio | Metal Hammer Golden Gods Awards | Laur | [ 7 ]  |

## Filmografia
| Rok  | Tytuł                                 | Rola                 | Uwagi              |
| ---- | ------------------------------------- | -------------------- | ------------------ |
| 2002 | Fire and Blood                        | w roli samego siebie |                    |
| 2007 | 18 – Allein unter Mädchen (serial TV) | Joey                 | odc. pt. „Duelle”  |
| 2009 | Popkult                               | w roli samego siebie | odc. pt. „Huumori” |